# 塔妮·怀特
塔妮·怀特（英語：Tarnee White，1981年10月17日—），澳大利亚女子游泳运动员。她曾代表澳大利亚参加2000年和2008年夏季奥林匹克运动会游泳比赛，获得一枚金牌和一枚银牌。